# Padáň
Padáň (Hongaars: Padány) is een Slowaakse gemeente in de regio Trnava, en maakt deel uit van het district Dunajská Streda.
Padáň telt 892 inwoners.